# Tantilla bocourti
Tantilla bocourti är en ormart som beskrevs av Günther 1895. Tantilla bocourti ingår i släktet Tantilla och familjen snokar. IUCN kategoriserar arten globalt som livskraftig. Inga underarter finns listade i Catalogue of Life.
Arten förekommer i Mexiko. Den lever i låglandet och i bergstrakter upp till 2750 meter över havet. Honor lägger ägg.